# Йорданкал
Йорданкал (словен. Jordankal) — поселення в общині Мирна Печ, регіон Південно-Східна Словенія, Словенія.